# Eckbolsheim
 Eckbolsheim (en alsacià Eckelse) és un municipi francès, situat a la regió del Gran Est, al departament del Baix Rin. L'any 1999 tenia 5.937 habitants.
Forma part del cantó de Hœnheim, del districte d'Estrasburg i de la Strasbourg Eurométropole.

## Demografia
| 1962  | 1968  | 1975  | 1982  | 1990  | 1999  |
| ----- | ----- | ----- | ----- | ----- | ----- |
| 4.234 | 4.288 | 4.154 | 4.104 | 5.253 | 5.937 |

## Administració
| Període   | Identitat         | Partit |
| --------- | ----------------- | ------ |
| 1936-1941 | Laurent Lienhardt |        |
| 1945-1971 | Charles Ernwein   |        |
| 1971-1995 | Pierre Sammel     |        |
| 1995-     | André Lobstein    |        |